# William Nelson Runyon

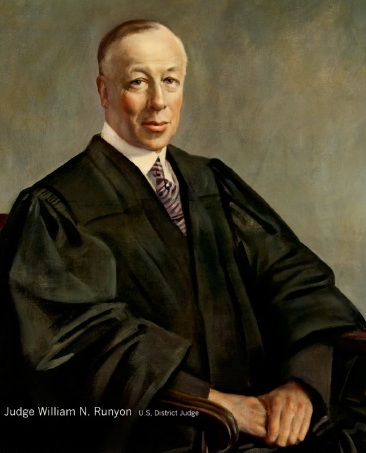
William Nelson Runyon

William Nelson Runyon (* 5. März 1871 in Plainfield, New Jersey; † 9. November 1931) war ein US-amerikanischer Politiker und von 1919 bis 1920 Gouverneur des Bundesstaates New Jersey.

## Frühe Jahre und politischer Aufstieg
William Runyon besuchte bis 1892 die Yale University. Bis 1894 studierte er Rechtswissenschaften an der New York Law School. Politisch wurde Runyon Mitglied der Republikanischen Partei. Zwischen 1897 und 1898 war er im Stadtrat von Plainfield und von 1899 bis 1910 war er Richter am Plainfield Municipal Court. Später war er von 1915 bis 1917 Abgeordneter in der New Jersey General Assembly. Die folgenden vier Jahre bis 1922 war er Mitglied des Staatssenats. Im Jahr 1919 war er als Nachfolger von Thomas F. McCran Präsident dieses Gremiums.

## Gouverneur von New Jersey und weiterer Lebenslauf
Nach dem Rücktritt von Gouverneur Walter Evans Edge, der in den US-Senat wechselte, fiel Runyon in seiner Eigenschaft als Senatspräsident die Aufgabe zu, die restliche Amtszeit von Edge zu beenden. Somit war er zwischen dem 16. Mai 1919 und dem 13. Januar 1920 amtierender Gouverneur von New Jersey. An diesem Tag lief seine Zeit als Senatspräsident ab. Das Ende der eigentlichen Amtszeit von Gouverneur Edge wäre aber am 20. Januar gewesen. Diese sieben Tage musste dann der neue Senatspräsident Clarence E. Case als amtierender Gouverneur absolvieren. Ein erster Versuch Runyons, selbst Gouverneur zu werden, scheiterte 1919 in den Vorwahlen seiner Partei. Im Jahr 1922 unterlag er bei den Gouverneurswahlen gegen George Sebastian Silzer, den Kandidaten der Demokratischen Partei.
Danach zog sich Runyon aus der Politik zurück. Zwischen 1923 und 1931 war er Richter am Bundesbezirksgericht für den Distrikt New Jersey. William Runyon starb im November 1931. Mit seiner Frau Florence M. MacDonald hatte er vier Kinder.